# لایحه حقوق مدنی ۱۹۶۴

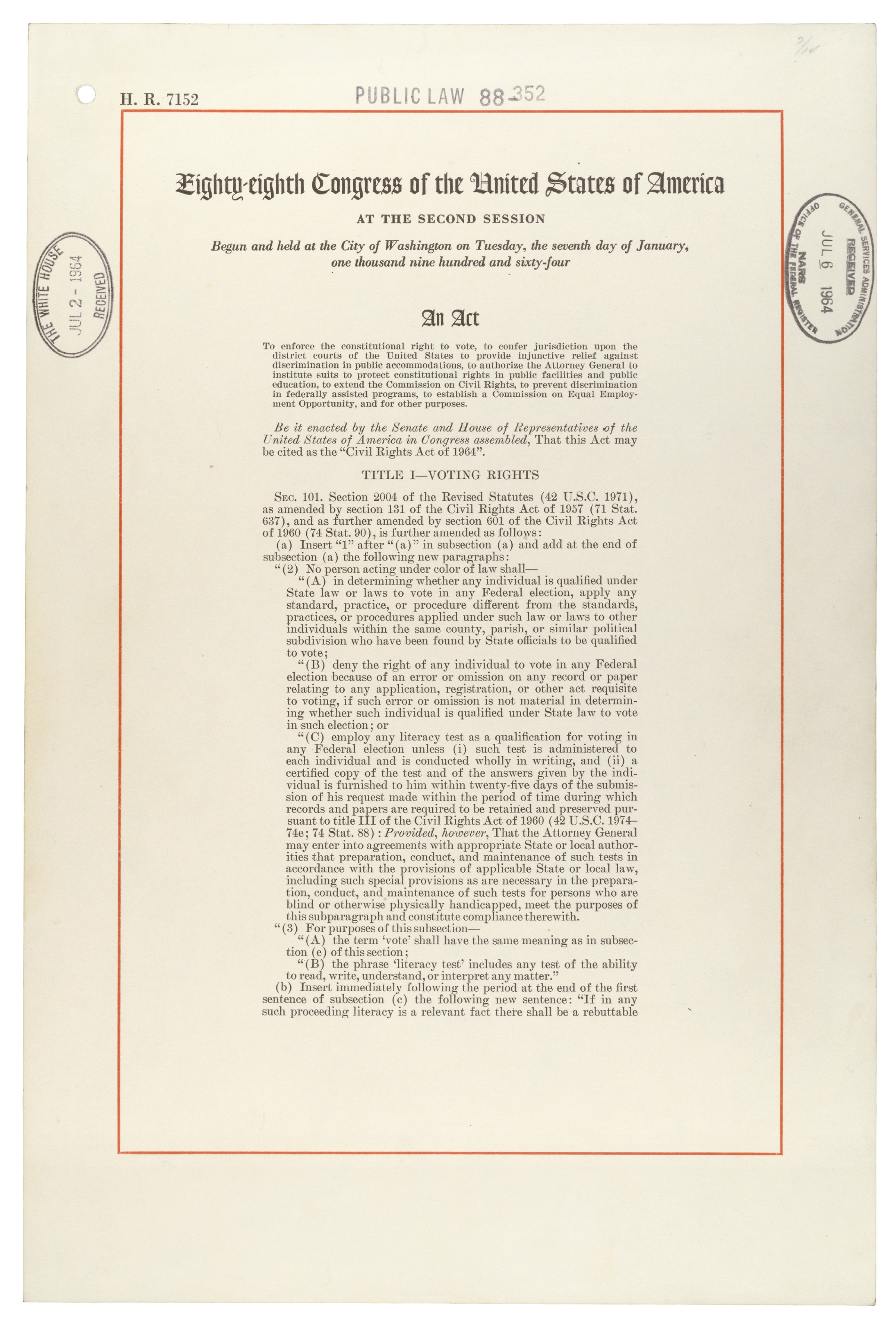
متن لایحه حقوق مدنی1964

لایحه حقوق مدنی ۱۹۶۴ (Pub.L. 88-352, 78 Stat. 241, مصوب ژوئیه 2, 1964) یک قانون تاریخی مربوط به حقوق مدنی و سیاسی در ایالات متحده آمریکا است که تبعیض بر اساس نژاد، رنگ، دین، جنسیت، یا منشأ ملی را غیرقانونی کرد. این قانون از اعمال ملزومات نابرابر در ثبت نام رأی دهندگان و جدایی جنسیتی در مدارس، محل‌های کار و اماکنی را که به عموم خدمات ارائه می‌کند جلوگیری کرد.
قدرت اعطا شده برای اجرای قانون در ابتدا ضعیف بودند ولی در سالیان بعد بر آنها افزوده شد. کنگره اقتدار خود به منظور قانونگذاری را طبق بخش‌های متفاوت قانون اساسی ایالات متحده آمریکا، خصوصاً قدرت خود برای تنظیم تجارت بین ایالتی را طبق اصل اول قانون اساسی ایالات متحده آمریکا (بخش ۸), وظیفه اش در خصوص تضمین حمایت قانونی برابر از همهٔ شهروندان طبق متمم چهاردهم قانون اساسی ایالات متحده آمریکا و وظیفه اش در خصوص محافظت از حقوق رأی دادن طبق متمم پانزدهم قانون اساسی ایالات متحده آمریکا اعمال کرد. این لایحه با امضای رئیس‌جمهور ایالات متحده آمریکا لیندون بی. جانسون در ۲ ژوئیه ۱۹۶۴ در کاخ سفید به قانون تبدیل شد.